# Тамбов (баскетбольный клуб)
БК «Тамбов» – российский баскетбольный клуб из Тамбова. Выступает в Суперлиге-1 дивизион и Кубке России.

## История
В 2003 году в Тамбове был создан баскетбольный клуб «ТГУ-Баскет», который был заявлен в российскую баскетбольную Первую лигу. Игроками команды были в основном студенты, а главным тренером стал Виктор Васильевич Колодин.
В 2006 команда сменила своё название на БК «Тамбов» и главным тренером стал экс-игрок команды Сергей Анатольевич Конотопов. Под его руководством команда перешла из Высшей лиги Б в Высшую лигу А.
В 2009 команда переходит под управление ТГУ им. Державина. Университет становится главным спонсором клуба. В сезоне 2009/2010 команда играет в Суперлиге Б, но не доигрывает сезон из-за прекращения финансирования. В том же году другая тамбовская команда под управлением Виктора Колодина выиграла первенство Первой лиги.
В 2010 на базе команды Колодина создан «Баскетбольный Клуб Тамбов», который финансировала администрация области. В следующем сезоне 2010-2011 гг. баскетбольная команда выступала в обновленном составе. Сменилось руководство команды и тренерский штаб. Главным тренером команды стал Виктор Васильевич Колодин. Под его руководством команда выступает в Высшей Лиге. В этот период в структуре российского баскетбола происходят изменения: Высшие Лиги А и В были объединены. В своем первом сезоне команда не показала серьёзных результатов, заняв лишь 18 место и оказавшись предпоследней в таблице. Сезон 2011/12 БК «Тамбов» завершил на 10 месте. В следующем сезоне команда поднялась на 6 место в турнирной таблице Чемпионата России по баскетболу Высшей Лиги среди мужских команд. В сезоне 2012/2013 баскетболисты «Тамбова» также стали шестыми.
В сезоне 2013/2014 команда заняла 3-е место в регулярном чемпионате, одержав 23 победы и потерпев 9 поражений, и вышла в плей-офф. В матчах на вылет тамбовчане в первом раунде проиграли в трёх матчах «Союзу» из Заречного и в итоговом протоколе заняли 5-е место.

## Достижения
Суперлига-2 дивизион
- Чемпион: 2016/2017
- Бронзовый призёр: 2021/2022